# Economía plateada
La economía plateada es un concepto de la economía global en el cual convergen las transformaciones demográficas asociadas al envejecimiento. Desde esta perspectiva se comprende que el incremento de la población vieja a nivel mundial representa mayores posibilidades de empleo (envejecimiento activo) y crecimiento personal. 

Desde una exploración de la literatura en inglés sobre el concepto, éste se entiende en el marco de una lógica comercial como el sistema de producción, distribución y consumo de bienes y servicios, destinado a utilizar el potencial adquisitivo de las personas mayores y envejecidas y satisfacer sus necesidades de consumo, vida y salud. La economía plateada se analiza también en el campo de la gerontología social, entendiéndola como un instrumento de políticas de envejecimiento, y desde la idea política de formar un sistema económico potencial y orientado a las necesidades de la población que envejece.

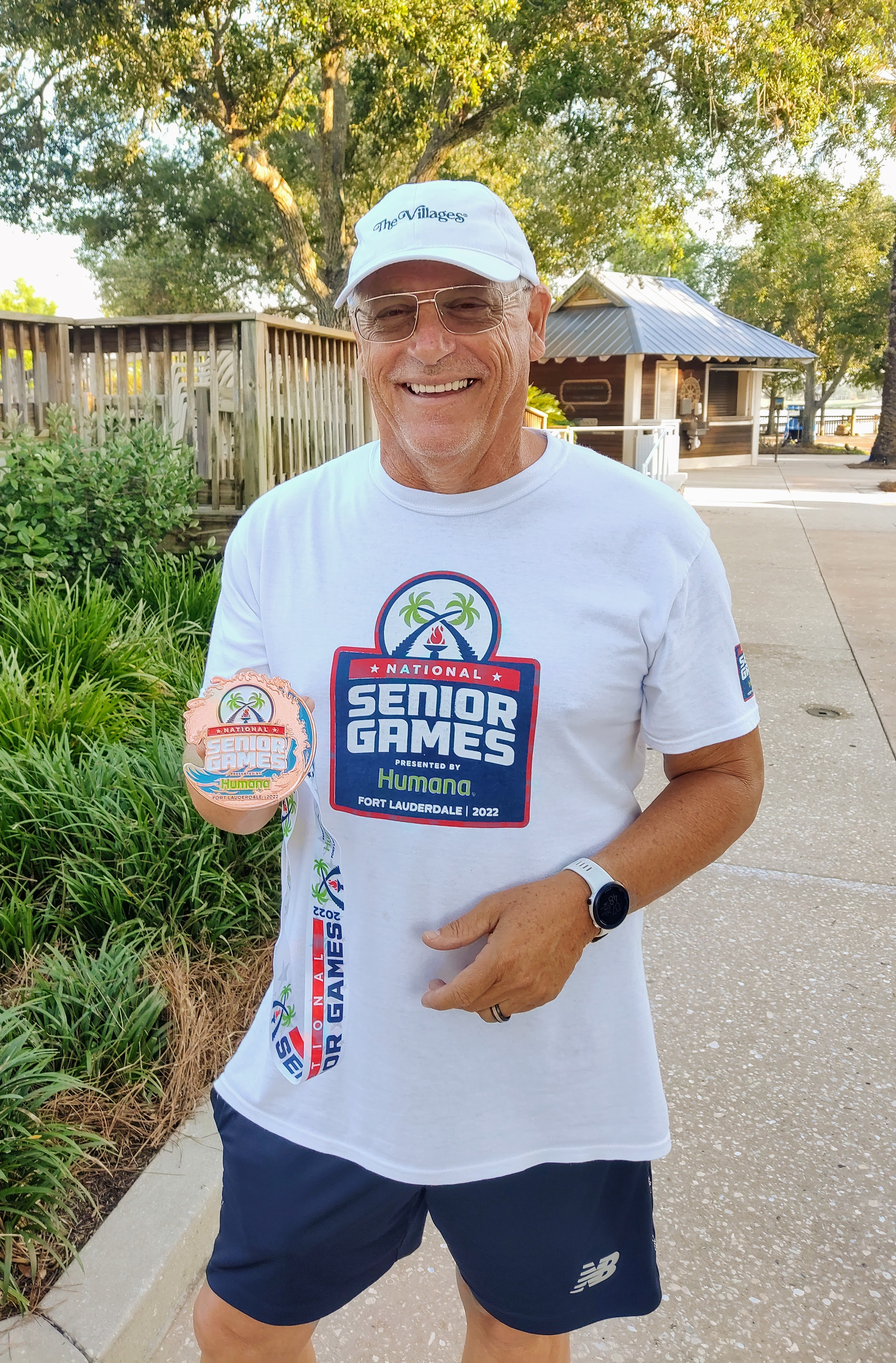
Hombre con medalla de bronce en natación de los Juegos Senior de 2022.

## Historia
Desde la definición del concepto en inglés (Silver Economy), se plantea que la frase "economía plateada" a veces se usa indistintamente con el término "mercado de plata" (el "mercado envejecido" o el "mercado maduro"), que es un concepto más limitado. El término "mercado de plata" se creó en la década de 1970 en Japón en el contexto del aumento de la disponibilidad de instalaciones para las personas mayores. El mercado de plata incluye, entre otros, bienes, valores y servicios para personas mayores adineradas; soluciones especiales en el comercio entre operadores, que permitan ajustes a la fuerza laboral que envejece, ideas de diseño universal y diseño transgeneracional.
La economía plateada no se entiende como un sector único, sino más bien como un conjunto de productos y servicios de muchos sectores económicos. Desde esta perspectiva, se reconoce que las disminuciones en las tasas de mortalidad, natalidad y fecundidad, y el incremento de la esperanza de vida permiten comprender a las personas mayores como agentes de nuevas prácticas laborales, de emprendimiento, ocio y consumo, turismo, salud, participación política y apropiación tecnológica.
Se considera que desde la segunda mitad del siglo XX ha incrementado el número de personas mayores de 65 años en la mayoría de los países del mundo, tema que ha sido foco de organizaciones como la Organización Mundial de la Salud, que ha propuesto el periodo 2020 - 2030 como la Década del Envejecimiento Saludable ,lo que conlleva la promoción de campañas y procesos de disminución del edadismo.
Durante el primer cuarto del siglo XXI la Unión Europea ha estimado en detalle las oportunidades de fortalecimiento del gasto público y las lógicas de consumo de la población mayor de 50 años, con la ventaja de que muchas personas mayores tienen condiciones favorables de salud, perciben estar viviendo un momento relevante de su ciclo de vida, cuentan con estabilidad financiera y tienen más apertura con la tecnología. Esta favorabilidad de condiciones incide en aspectos de autocuidado, desarrollo personal, aprendizajes y exploración de nuevas actividades personales y grupales, generando oportunidades para las empresas de bienes y servicios.

## Algunos datos sobre la economía plateada
- Polonia es uno de los países de la Unión Europea con más antecedentes de investigación y aplicación de proyectos en Economía plateada. Allí se presenta un interés marcado por implicar las lógicas de la población mayor de entornos rurales y los Objetivos de Desarrollo Sostenible.[2]
- Una de las críticas que se realizan al concepto de economía plateada es el sesgo hedonista y de lujo. Se plantea la necesidad de repensarla más allá de las lógicas del mercado, implicando políticas de envejecimiento que vinculen a población mayor heterogénea y de diferentes niveles económicos.[2]
- Este enfoque permite repensar los procesos del entorno laboral, sus regulaciones y la edad media de trabajo. En América Latina y el Caribe, donde la población mayor de 60 años equivale a cerca de un 11%, se estiman desafíos importantes en temas de pensión, salud y atención a la dependencia.[5]
- Se estima que, para el año 2030, la cantidad de personas de 60 años y más en América Latina y el Caribe será de 115 millones (un 16,5% de la población total.[6] Para el caso de España, la proyección se hace con mayores de 65 años, estimando un 31,4%.[7]